# Иваницкий, Николай Михайлович
Николай Михайлович Иваницкий (1926 — 1996) — советский хозяйственный, государственный и политический деятель.

## Биография
Родился в 1926 году. Член ВКП(б) с 1948 года.
Участник Великой Отечественной войны. 
В 1946—1989:
- на работе на железной дороге, диспетчер, начальник станции Ростов-главный, секретарь парткома Северо-Кавказской железной дороги,
- второй секретарь Ростовского обкома КПСС (1975–1979),
- председатель исполкома Ростовского областного Совета депутатов трудящихся,
- заведующий кафедрой «Станции и грузовая работа» Ростовского государственного университета путей сообщения.

Избирался депутатом Верховного Совета РСФСР 8-го, 9-го, 10-го созывов, Верховного Совета СССР 11-го созыва.